# Шпергель п'ятитичинковий
Шпергель п'ятитичинковий (Spergula pentandra) — вид квіткових рослин родини гвоздикових (Caryophyllaceae).

## Біоморфологічна характеристика
Це однорічна рослина 5–40 см заввишки. Листя до 40 мм. Чашолистки яйцеподібні, тупі, всі однакові, (2)2.5–4.5(5) мм. Пелюстки ланцетні, трохи довші за чашолистки; тичинок зазвичай 5. Коробочка 4–5 мм, трохи перевищує чашолистки. Насіння (1.2)1.6–2.2(2.5) мм. 2n = 18.

## Поширення
Росте у Європі й Середземномор'ї (Канарські острови, Алжир, Єгипет, Марокко, Туніс, Туреччина, Австрія, Бельгія, Німеччина, Угорщина, Словаччина, Україна, Болгарія, Греція, Хорватія, Італія (включаючи Сардинію, Сицилію), Північну Македонію, Румунію, Іспанію, Францію (включаючи Корсику), Португалію); інтродукований до США.
В Україні вид росте на піщаних відкритих місцях, у соснових лісах — у Лівобережному Поліссі та Правобережному Лісостепу, дуже рідко